# Sphenorhina peruana
Sphenorhina peruana är en insektsart som beskrevs av Victor Lallemand 1924. Sphenorhina peruana ingår i släktet Sphenorhina och familjen spottstritar. Inga underarter finns listade i Catalogue of Life.